# Dota 2
Dota 2 — многопользовательская командная компьютерная игра в жанре MOBA, разработанная и изданная корпорацией Valve. Игра является продолжением DotA — пользовательской карты-модификации для игры Warcraft III: Reign of Chaos и дополнения к ней Warcraft III: The Frozen Throne. Игра изображает сражение на карте особого вида; в каждом матче участвуют две команды по пять игроков, управляющих разными «героями» — персонажами с различными наборами способностей и характеристиками. Для победы в матче команда должна уничтожить особый объект — «крепость», принадлежащий вражеской стороне, и защитить от уничтожения собственную «крепость». Dota 2 работает по модели free-to-play с элементами микроплатежей.
Разработка игры началась в 2009 году, когда компания Valve приняла на работу основного разработчика DotA — IceFrog, а летом 2010 года подала заявку на регистрацию этой торговой марки. 13 октября 2010 года на игровом портале Game Informer игра была анонсирована к выходу в 2011 году. 15 августа 2011 года в официальном блоге был опубликован трейлер к игре. Dota 2 вышла в июле 2013 года после того, как два года находилась в стадии бета-тестирования.
Изначально Dota 2 была выпущена на игровом движке Source, после чего в 2015 году была портирована на Source 2, став первой работающей на нём игрой. В Dota 2 предусмотрена возможность создавать пользовательские режимы игры, оформление карты и косметические предметы для героев, после чего добавить их в Dota 2 при помощи Steam Workshop. Dota 2 является одной из наиболее популярных игр в Steam и получила в целом положительные отзывы критиков за игровой процесс, качество производства и сохранение положительных сторон своей предшественницы. Среди основных недостатков игры была отмечена сложность обучения.
Активная киберспортивная дисциплина, в которой профессиональные команды из разных регионов мира соревнуются в различных лигах и турнирах. Премиум-турниры по Dota 2 имеют призовые фонды в миллионы долларов, не раз становившиеся крупнейшими в истории киберспорта. Самый крупный турнир по игре — The International, ежегодно проводимый Valve. Начиная с сезона 2017/18 Valve также организует Dota Pro Circuit — профессиональный сезон, проводящийся в течение года. Крупные профессиональные турниры по Dota 2 транслируются на видеостриминговых сервисах, иногда набирая свыше миллиона зрителей одновременно.

## Игровой процесс

Игровой процесс Dota 2.

Dota 2 представляет собой многопользовательскую игру в жанре MOBA («многопользовательская онлайновая боевая арена»), в которой сражаются две команды по пять игроков. Одна команда играет за светлую сторону (англ. The Radiant), другая — за тёмную (The Dire). Конечная цель каждого матча — уничтожить вражескую «крепость» (Ancient), особый объект, принадлежащий противнику, и защитить собственную крепость. Подобно Defense of the Ancients, Dota 2 использует управление с помощью мыши и клавиатуры, схожее с управлением в стратегиях в реальном времени, и вид с расстояния, имитирующий изометрическую проекцию.
Каждый из десяти участников матча управляет одним персонажем, который называется героем; игроки выбирают по одному из 126 героев, каждый из которых имеет свою узнаваемую внешность, слабые и сильные стороны, а также набор уникальных способностей, включая самую сильную из них — ультимативную. В ходе матча игрок выполняет определённую роль, как, например, «керри» (carry) или «саппорт» (support), и герои могут по своим характеристикам лучше подходить для той или иной роли. В течение матча герой может получать очки опыта, зарабатывать золото, покупать и собирать предметы, которые усиливают его или дают дополнительные способности. «Керри» в начале матча зачастую относительно слабы, но по мере набора очков опыта становятся сильнее и получают доступ к способностям, позволяющим им легко побеждать врагов и в конечном счёте добиться победы для всей команды. Способности «саппортов» позволяют оказывать помощь союзникам — например, повышать их защиту или восстанавливать потерянные очки здоровья. Если очки здоровья героя снижаются до нуля — например, его одолевает в бою вражеский герой — герой в течение некоторого времени считается «погибшим»; по окончании этого времени герой вновь появляется рядом с фонтаном недалеко от своей крепости, и управляющий им игрок может возобновить игру. Уничтожение вражеского героя приносит его победителю значительное количество золота и очков опыта.
Каждый матч проходит на квадратной карте специального вида, где крепости обеих команд находятся в противоположных углах, а игроки рассредотачиваются по соединяющим эти крепости путям — «линиям» (lane). Помимо самих игроков, в игре принимают управляемые компьютером существа-«крипы» (creeps) и неподвижные строения-«башни» (towers), свои с каждой стороны; они также участвуют в сражении, атакуя героев и крипов противника, тем самым помогая «своей» команде. Туман войны, покрывающий большую часть карты, не позволяет игрокам следить за передвижениями противника.

## Разработка
| Системные требования | Системные требования                                             | Системные требования                                             |
| -------------------- | ---------------------------------------------------------------- | ---------------------------------------------------------------- |
|                      | Рекомендации                                                     |                                                                  |
| Microsoft Windows    |                                                                  |                                                                  |
| ОС                   | Windows 7 или новее                                              | Windows 7 или новее                                              |
| ЦПУ                  | Intel Pentium Dual-core, AMD 2.8 ГГц или лучше                   | Intel Pentium Dual-core, AMD 2.8 ГГц или лучше                   |
| Объём ОЗУ            | 4 ГБ                                                             | 4 ГБ                                                             |
| Место на диске       | 15 ГБ                                                            | 15 ГБ                                                            |
| Видеокарта           | nVidia GeForce 8600/9600GT, ATI/AMD Radeon HD2600/3600 или лучше | nVidia GeForce 8600/9600GT, ATI/AMD Radeon HD2600/3600 или лучше |
| Звуковая плата       | DirectX 9.0c-совместимая                                         | DirectX 9.0c-совместимая                                         |
| Сеть                 | Широкополосное подключение к Интернету                           | Широкополосное подключение к Интернету                           |

История серии игр Dota началась в 2003 году с Defense of the Ancients (DotA) — пользовательской модификации для игры Warcraft III: Reign of Chaos, созданной разработчиком с псевдонимом Eul. Дополнение для Warcraft III под названием The Frozen Throne было выпущено позже в том же году. Модификации серии Defense of the Ancients для нового дополнения соревновались в популярности. Наибольший успех имела DotA: Allstars, разработанная Стивом Фиком с псевдонимом Guinsoo, и Фик совместно с его другом Стивом Месконом создали официальный сайт сообщества Defense of the Ancients, а также компанию DotA-Allstars, LLC. Когда Фик в 2005 году прекратил работу над DotA: Allstars, его друг с псевдонимом IceFrog стал геймдизайнером игры. Популярность Defense of the Ancients значительно возросла, модификация была одной из самых общеизвестных в мире, а к 2008 году стала киберспортивной дисциплиной. В мае 2009 года в результате ссоры с Месконом IceFrog открыл новый сайт сообщества по адресу playdota.com.
Интерес Valve к обладанию Defense of the Ancients начался, когда несколько опытных сотрудников компании, включая дизайнера Team Fortress Робина Волкера, стали поклонниками модификации и активно в неё играли. Valve связалась с IceFrog по электронной почте с намерением узнать о его дальнейших планах по поводу игры, и впоследствии наняла его для руководства над разработкой продолжения DotA. IceFrog впервые объявил об этом в октябре 2009 года в своём блоге. Dota 2 была анонсирована на Game Informer в октябре 2010 года. Объявление о предстоящем выходе привело к резкому подъёму интереса к игре и вызвало перегрузку и отказ серверов Game Informer.
Название «Dota» было заимствовано Valve из акронима оригинальной модификации как наименование недавно приобретённой франшизы. Сотрудник компании Эрик Джонсон утверждал, что название обозначает понятие игры, так как используется в повседневной речи, и не является акронимом. Вскоре после анонса Dota 2 Valve подала заявку на товарный знак с названием Dota. В 2011 году на Gamescom глава компании Гейб Ньюэлл прокомментировал это, пояснив, что товарный знак был необходим для разработки продолжения с уже легко узнаваемым названием. Сделав название Dota общественным достоянием, Фик и Мескон зарегистрировали противостоящий товарный знак «DOTA» от имени DotA-Allstars, LLC, впоследствии ставшей дочерней компанией Riot Games с августа 2010 года. Вице-президент Blizzard Entertainment Роб Пардо сходным образом заявил, что название DotA принадлежало сообществу игроков модификации. Blizzard приобрела DotA-Allstars, LLC у Riot Games и в ноябре 2011 года подала возражения против Valve, ссылаясь на право собственности Blizzard как на Warcraft III World Editor, так и на DotA-Allstars, LLC, в качестве достаточного основания для претензий на владение всей франшизой. Конфликт был разрешён в мае 2012 года; права на коммерческое использование товарного знака «Dota» было сохранено за Valve, при этом было разрешено некоммерческое использование названия третьими лицами.
Ранней целью команды разработчиков Dota 2 была адаптация художественного стиля Defense of the Ancients к игровому движку Source. Названия сторон — «Стражи» (англ. «The Sentinel») и «Плеть» (англ. «The Scourge») — были заменены на светлую (англ. «The Radiant») и тёмную сторону (англ. «The Dire»). Имена героев, способности, артефакты и дизайн карты из модификации были в значительный степени сохранены в Dota 2 с некоторыми изменениями в связи товарными знаками, принадлежащими Blizzard. В первом совещании во время вопросов и ответов на тему Dota 2 IceFrog рассказал, что игра должна основываться на модификации и не иметь крупных изменений по сравнению с её предшественницей. Для помощи в создании новой игры Valve наняла важных и внёсших значительный вклад участников сообщества Defense of the Ancients, включая Eul и художника Кендрика Лима. Дополнительный вклад из источников за пределами Valve был также периодически использован в Dota 2 для продолжения традиции разработки Defense of the Ancients при участии сообщества игроков. Один из композиторов Warcraft III: Reign of Chaos, Джейсон Хейс, а также Тим Ларкин были наняты для совместного создания саундтрека Dota 2. В разработке игры приняли участие сценарист Half-Life Марк Лэйдлоу, писатель-фантаст Тед Косматка и сотрудник поддержки Steam Крис Кац, создавшие биографии героев. В озвучивании Dota 2 на английском языке приняли участие Нолан Норт, Дейв Фенной, Джон Сент-Джон, Эллен Маклейн, Мерл Дэндридж, Джон Патрик Лоури и другие.
Движок Source получил обновление, включающее ряд нововведений для приспособления к Dota 2, таких как высококачественное моделирование ткани и улучшенное освещение. Функциональной возможностью игры является интеграция с клиентом Steam, позволяющая взаимодействовать с сообществом Dota 2 и синхронизировать персональные настройки при помощи облачного хранилища данных. В игре также присутствуют элементы виртуального спорта и обмениваемые коллекционные карточки, созданные по образцу традиционных видов спорта и демонстрирующие профессиональных игроков Dota 2. В ноябре 2013 года Valve добавила в игру систему тренировок (англ. coaching system), позволяющую давать подсказки другим игрокам при помощи специальных внутриигровых инструментов. Как и в предыдущих многопользовательских играх Valve, игроки имеют возможность наблюдать матчи Dota 2 в прямом эфире; поддержка игры по локальной сети (англ. LAN) позволяет проводить местные соревнования. Некоторые из этих соревнований также доступны для просмотра через покупку виртуальных билетов во внутриигровом магазине, дающих возможность наблюдать на текущими матчами в прямом эфире и просматривать повторы завершённых матчей. Часть от всех продаж, связанных с билетами, идёт организаторам соревнований. Игроки также имеют возможность наблюдать за матчами в режиме виртуальной реальности, добавленном в обновлении в июле 2016 года. Обновление также включало витрину героев, позволяющую игрокам посмотреть в режиме виртуальной реальности на любого героя и его косметические предметы в натуральную величину.
Dota 2 включает систему подбора матчей (англ. matchmaking), основанную на численном значении, известном как рейтинг подбора игр (англ. MMR). Изменения рейтинга основаны на исходе матча: при победе команды игрока его рейтинг увеличивается, при поражении — уменьшается. Серверы Dota 2, известные как координатор игры, используют механизм сбалансирования команд на основе рейтинга каждого из игроков для создания условий, при которых во всех матчах команды имеют примерно равные шансы на победу. В Dota 2 присутствует система подбора матчей по рейтингу, отличающихся от обычных общедоступным значением рейтинга, создающим условия для игроков, желающих играть в более конкурентной обстановке. Игроки с наивысшими показателями рейтинга подбора игр перечислены Valve в регулярно обновляемой таблице лидеров, включающей лучших игроков каждого региона. Игра также включает систему жалоб, позволяющую наказывать игроков, игра с которыми приносит негативные впечатления. Наличие этой системы предотвращает оскорбительное и вызывающее поведение игроков. К другим особенностям Dota 2 относится усовершенствованная по сравнению с Defense of the Ancients система повторов матчей, позволяющая загружать повторы в клиенте игры и просматривать их позже; система сборок героев, делающая возможным использование во время матча руководств (сборок), созданных сообществом игроков. Сборка героя указывает игроку на артефакты, которые должны быть куплены для его героя, а также на порядок изучения способностей.
В апреле 2012 года Гейб Ньюэлл анонсировал распространение Dota 2 по модели free-to-play; краеугольным камнем развития игры должен был стать вклад сообщества игроков. В июне того же года команда разработчиков Dota 2 сделала объявление о том, что весь перечень героев и артефактов в игре будет доступен каждому игроку бесплатно. Вместо этого монетизация игры происходит во внутриигровом магазине, в котором представлены исключительно косметические виртуальные предметы для героев Dota 2, такие как элементы одежды и оружие. До официального выхода игры в 2013 году игроки имели возможность покупки набора игры в раннем доступе, содержащего игру Dota 2 и несколько косметических предметов. Включённый в качестве дополнительно загружаемого контента, инструменты мастерской Dota 2 (англ. Dota 2 Workshop Tools) позволяют пользователям самостоятельно создавать косметические предметы для героев, а также пользовательские режимы игры и оформление карты. Одобренный в Steam Workshop сообществом контент после принятия его Valve становится доступным для покупки во внутриигровом магазине. Эта модель была усовершенствована Valve по сравнению с аналогичной в Team Fortress 2, которая к июню 2011 года принесла создателям косметических предметов для этой игры свыше 3,5 млн долларов. В январе 2014 года Ньюэлл опубликовал информацию о том, что в среднем создатели контента Steam Workshop для Team Fortress 2 и Dota 2 за предыдущий год заработали на продаже своих предметов около 15 000 долларов. Согласно данным исследовательской группы виртуальных игровых торговых площадок SuperData, в 2015 году продажи виртуальных товаров в Dota 2 принесли Valve прибыль в размере 238 млн долларов.

## Выход
После продолжительного тестирования игры разработчиками Valve, Dota 2 была впервые представлена общественности на The International — первым в истории турнире по игре, прошедшем на выставке Gamescom в 2011 году. Одновременно с этим Valve начала раздавать приглашения на закрытое бета-тестирование игры, первые из них были даны вскоре после Gamescom. Во время мероприятия Ньюэлл предполагал, что Dota 2 выйдет в 2012 году, несмотря на первоначальные планы выпустить игру в конце 2011 года. В сентябре 2011 года Valve отменила предыдущие планы разработки и выпуска игры, после чего игра находилась в стадии бета-тестирования более года. Новые планы, опубликованные IceFrog, состояли в начале бета-тестирования в максимально короткие сроки и во внедрении впоследствии недостающих героев из DotA. Вместе с тем Valve объявила об отмене договора о неразглашении, участникам бета-тестирования было разрешено публично обсуждать и делиться впечатлениями об игре. После около двух лет бета-тестирования Dota 2 официально вышла в Steam 9 июля для Windows и 18 июля 2013 года для macOS и Linux.

## Судебные разбирательства
В феврале 2012 года компания Blizzard, занимавшаяся разработкой собственного проекта под названием Heroes of the Storm (ранее известного как Blizzard DOTA), обратилась в Палату по апелляциям Ведомства по патентам и товарным знакам США US Patent and Trademark Office’s Trial and Appeal Board с требованием запретить Valve использовать торговую марку Dota. Суд выиграла компания Valve, кроме того, Blizzard DOTA была переименована в Blizzard All-Stars (от DOTA All-Stars — полного названия «оригинальной» DOTA). Между тем, за Blizzard осталось право использовать торговую марку DOTA в пользовательских модификациях к Warcraft 3 и StarCraft 2. Позже компания Blizzard вновь поменяла название игры на итоговое Heroes of the Storm.

## Отзывы
| Сводный рейтинг       | Сводный рейтинг |
| Агрегатор             | Оценка          |
| --------------------- | --------------- |
| GameRankings          | 89,27 %         |
| Metacritic            | 90/100          |
| Иноязычные издания    |                 |
| Издание               | Оценка          |
| Edge                  | 9/10            |
| Eurogamer             | 9/10            |
| Game Informer         | 9/10            |
| GameSpot              | 9/10            |
| IGN                   | 9,4/10          |
| PC Gamer (US)         | 85/100          |
| VideoGamer            | 9/10            |
| Русскоязычные издания |                 |
| Издание               | Оценка          |
| «Игромания»           | 9/10            |

PC Gamer сделал обзор на Dota 2 в сентябре 2012 года, отметив, что это «невероятно глубокая и сложная игра, которая представляет собой отличное продолжение оригинальной DotA», и поставил игре 85/100. В декабре 2012 года PC Gamer выдвинул Dota 2 как претендента на лучшую игру 2012 года, а также лучшую киберспортивную игру года. После первой публичной демонстрации игры на The International 2011 она получила награду People’s Choice Award от IGN, обойдя такие игры, как Battlefield 3, Diablo III, The Elder Scrolls V: Skyrim и Guild Wars 2.
После релиза игра получила преимущественно положительные отзывы и имеет 90/100 на Metacritic и 89,27 % на Gamerankings. Eurogamer поставил игре 9/10, назвав игру «величайшей MOBA». Журнал Game Informer дал игре 9 из 10 баллов, похвалив качество игрового процесса, однако предупредил, что игра требует много времени на освоение и имеет негативно настроенное сообщество. GameSpot поставил 9/10, описав игру как «сложная, изнурительная, иногда жестокая, но… невероятно увлекательная и волнующая многопользовательская игра». IGN дал игре 9,4/10, похвалив интересный игровой процесс и бесплатную модель распространения игры, но покритиковал сложность обучения.

### Награды и номинации
| Дата            | Награда                                   | Категория                       | Результат  |
| --------------- | ----------------------------------------- | ------------------------------- | ---------- |
| 20 декабря 2013 | PC Gamer Game of the Year Awards 2013     | Киберспортивная дисциплина года | Победитель |
| 31 декабря 2013 | Gametrailers Game of the Year Awards 2013 | Лучшая игра на ПК               | Победитель |

## Киберспортивная дисциплина

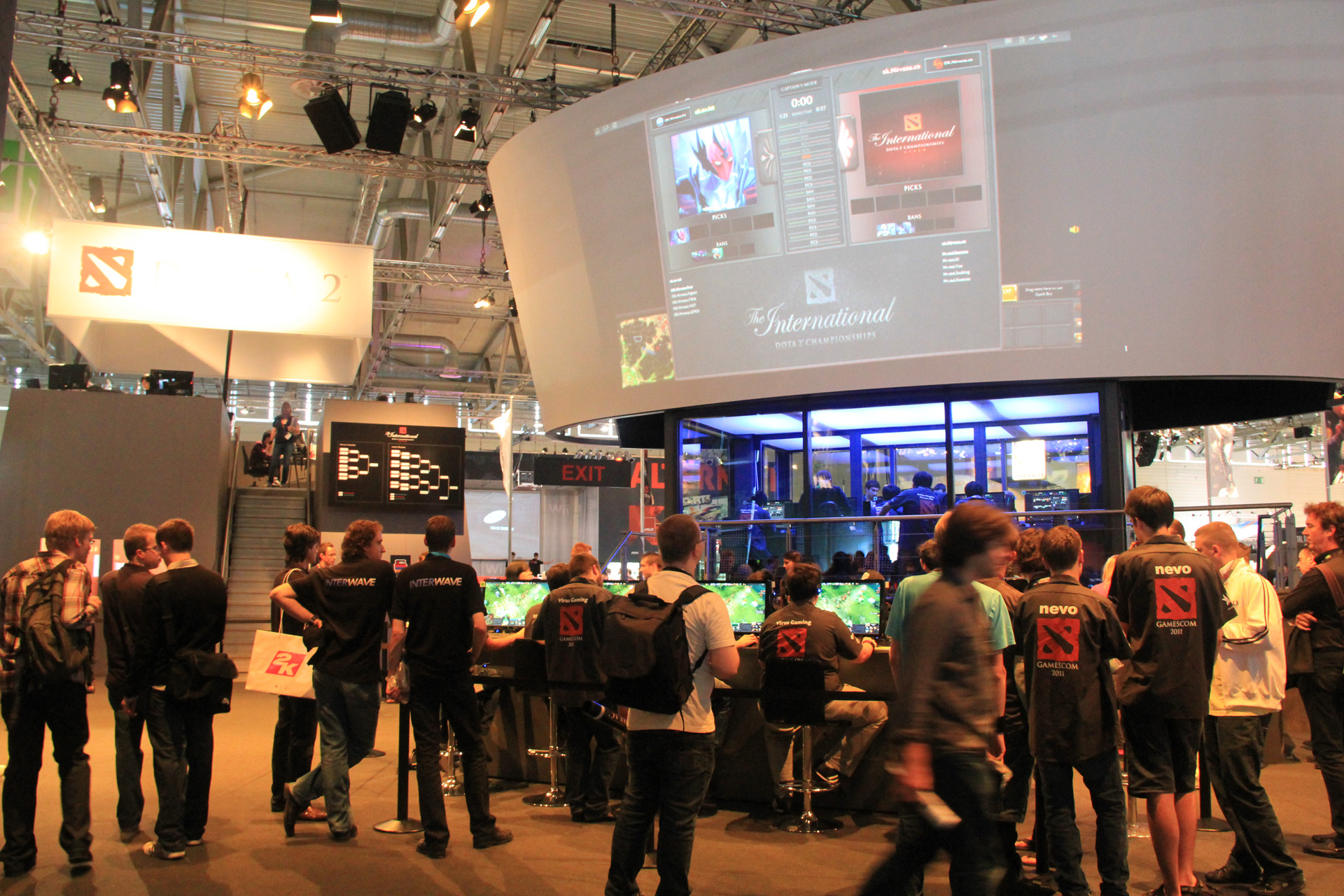
Турнир The International на GamesCom 2011

Игра Dota 2, как и её предшественница DotA, является киберспортивной дисциплиной, и ещё до официального выхода по ней было проведено множество турниров, самыми крупными из которых являются турниры серии The International, организованные самими разработчиками — компанией Valve. The International является крупнейшим киберспортивным турниром и одним из самых престижных среди прочих дисциплин. Первый The International прошёл в Кёльне в рамках игровой выставки Gamescom 2011, когда сама игра ещё находилась в стадии закрытого бета-тестирования и только-только была представлена публично на самой выставке. Призовой фонд составил 1,6 миллиона долларов — беспрецедентная сумма для тех лет. Были приглашены 16 сильнейших команд DotA со всего мира. Чемпионом The International 2011 стала украинская команда Natus Vincere.
В 2015 году стартовала серия мейджор-турниров, также организованных Valve. Первый из них прошёл в ноябре 2015 года во Франкфурте.

### Позиции (роли) героев
Понятие «позиция» связано с распределением золота и опыта между героями в команде. Количество ресурсов на карте ограничено, и ещё во времена первой DotA выяснилось, что равномерное распределение наград между героями не является самым оптимальным: будет намного лучше, если тот герой, который наносит урон, получит максимальное преимущество в виде золота и опыта, а герои, которые помогают ему заклинаниями — обзаведутся только ключевыми артефактами. Позиции с первой по пятую, по убыванию доходов:
1. Кэрри, керри. В подавляющем большинстве случаев кэрри — это герой, который наносит урон основной атакой. Исключения крайне редки (Banehallow the Lycan, волк-оборотень, воюет призванными существами[85]). Чем больше купит артефактов на выживаемость и урон, тем сильнее он станет — и потому кэрри берёт с карты максимум золота (по одной из оценок, более трети[85]). Но, как противовес, в начале игры он крайне слаб, и к нему привязано внимание саппортов. Идёт вместе с саппортом на ту линию, где проще убивать крипов (при прочих равных это горизонтальная линия — нижняя для Света и верхняя для Тьмы).
2. Мидер, мидлейнер. Боевые роли остальных четырёх позиций могут быть самые разные (танк, магический урон, инициатор боёв, целитель и прочее), они отличаются в первую очередь поведением на линии и вне боя. Мидеры сражаются «один на один» на центральной линии и потому в начале игры имеют самый высокий уровень. А значит, мидер, незаметно сместившийся на другую линию, обеспечивает там критический перевес сил. И наоборот, удачно подготовленная засада на мидера даёт много золота и опыта. Как правило, герои на позиции мидера должны обладать сильными заклинаниями, чтобы реализовать этот временный выигрыш по уровню[19].
3. Офлейнер[комм. 3], хардлейнер играет на более сложной линии — при прочих равных это верхняя для Света и нижняя для Тьмы — и пытается в трудной ситуации не умирать и набрать максимальный уровень. Часто (хоть и не всегда) в бою офлейнер будет «танком» или инициатором боёв[19].
4. Полусаппо́рт, семи-саппорт, частичная поддержка[комм. 4], саппорт 4-й позиции может, в зависимости от актуальных игровых трендов и текущей ситуации на карте, помогать офлейнеру или кэрри, или перемещаться туда, где нужно обеспечить сиюминутный перевес (роумер). Если одна из линий временно опустела, туда идёт охотиться полусаппорт — а не саппорт.
5. Саппо́рт, фулл-саппорт, полная поддержка[комм. 4], саппорт 5-й позиции имеет минимум золота[19] и помогает остальным героям заклинаниями. В начале игры находится, как правило, близко к кэрри и опекает его, помогая заклинаниями и подтягивая точку, где крипы встречаются, ближе к собственной башне теми или другими способами (например, добиванием или отводом в лес собственных крипов). Его задачей также является установка вардов (глаз-наблюдателей), покупка расходных материалов и артефактов, полезных для всей команды. Зачастую на пятой позиции играет капитан команды.

Первые три роли — ключевые (ко́ры), четвёртая и пятая — саппо́рты. Разница между теми и другими в том, что коры убивают больше крипов и получают больше золота, а саппорты забирают оставшихся крипов. Одни герои могут быть и корами, и саппортами, другие нет: саппорту нужны способности для помощи корам, кор должен быстро убивать крипов и масштабироваться с уровнем.
Ключевое в ролях — именно распределение ресурсов, а не расстановка по линиям: если у врага на центральной линии Broodmother (паучиха с паучатами), то Sven (герой с уроном по площади, способный эффективно убивать паучков), который пошёл в центр ей противостоять, остаётся кэрри, и именно ему должны помогать саппорты. Годность героя на ту или иную роль определяется неудачными играми: что будет, если игра пойдёт не по плану и рабочие артефакты запоздают.
Позиции — эмпирическое правило, а не незыблемая константа. Без позиций играет OpenAI, который прокачивает всех пятерых героев равномерно. Тем не менее, все, начиная от среднего уровня и заканчивая киберспортом, играют пятью позициями, и за каждым членом киберспортивной команды закреплена своя позиция.

## Озвучивание на русском языке
16 октября 2015 года компания Valve выпустила обновление с добавлением русского озвучивания стандартного комментатора и некоторых героев. В список вошли такие герои как: Dragon Knight, Invoker, Legion Commander, Ogre Magi, Pudge, Queen of Pain, Shadow Fiend, Shadow Shaman и Sniper. По состоянию на 9 марта 2018 года озвучено 70 героев.

## Dota Plus
12 марта 2018 года компания Valve представила крупное обновление, в котором появился новый ежемесячный сервис по подписке под названием Dota Plus. Согласно информации самой компании, сервис предоставляет в основном помощь новичкам, такую как помощник Dota Plus. На стадии выбора помощник предлагает предметы в зависимости от выбранных в команде героев и указанных линий. Во время игры он предложит три последовательности предметов, а также список других популярных покупок. Также помощник помогает, какие способности стоит исследовать в первую очередь по ходу игры и советует, какого героя следует выбрать в зависимости от ситуации. Кроме того, помощник показывает сводку смерти, в которой указаны хроника входящего урона, оглушений и других эффектов, помогает правильно встать на линию боя, покажет подробный анализ после игры и график вероятности победы для зрителей.

## Игры человека против компьютера
Компьютерная программа от компании OpenAI обыграла профессиональных игроков в Dota 2 в режиме 1 на 1 в 2017 году, но по состоянию на 2018-й была всё ещё слабее в командном режиме. В апреле 2019-го боты от OpenAI выиграли в командном режиме best-of-three серию у чемпиона The International 2018 профессиональной киберспортивной команды OG. В том же месяце боты выиграли более 99 % игр в соревновании, в котором мог принять участие любой желающий.

## Экранизация
17 февраля 2021 года Netflix анонсировал анимационный сериал «DOTA: Кровь дракона». Его премьера состоялась 25 марта 2021 года.

## Комментарии
1. ↑  В игре используется следующий перевод названий фракций: силы Света и силы Тьмы.
2. ↑  Таблицы лидеров существуют для четырёх регионов: Америка, Европа, Юго-Восточная Азия и Китай.
3. ↑  Часто пишут оффлейнер, но в русском языке принято писать такие слова с одной ф: офсет, офшор, офсайд.
4. 1 2  Так переведено в само́й Dota 2.